# Betsie ten Boom
Elisabeth (Betsie) ten Boom (Amsterdam, 19 augustus 1885 – Ravensbrück, 16 december 1944) was een Nederlandse verzetsstrijder. Zij verleende onderdak aan Joodse onderduikers. Samen met haar jongere zus Corrie ten Boom belandde ze in het Duitse concentratiekamp Ravensbrück, waar ze overleed.

## Levensloop
Betsie ging tot haar vijftiende naar school. Ze leed aan pernicieuze anemie, waarschijnlijk opgelopen in de baarmoeder, waardoor ze geen kinderen kon krijgen. Ze besloot daarom op jonge leeftijd al om niet te trouwen. In plaats daarvan bleef ze, evenals Corrie, in het ouderlijk huis wonen. Ze werkte als boekhouder bij haar vader in de horlogewinkel. Later nam Betsies jongere zus Corrie haar rol over als boekhouder en richtte Betsie zich op het huishouden.
De familie Ten Boom was lid van de Nederlands Hervormde Kerk en hield zich bezig met liefdadigheidswerk. In de Tweede Wereldoorlog verleenden zij onderdak aan Joodse onderduikers en verzetsmensen. In het huis werd een verborgen kamer gebouwd.
De hele familie werd in februari 1944 gearresteerd, samen met ongeveer dertig andere personen. Zes joden die in de verborgen kamer verbleven werden niet gevonden en overleefden de oorlog. De Ten Booms werden eerst ondergebracht in het Huis van Bewaring in Scheveningen, het Oranjehotel. Vader Casper overleed in een Haags ziekenhuis, kort na zijn gevangenneming. Corrie en Betsie ten Boom kwamen daarna terecht in Kamp Vught en werden in augustus 1944 vandaar uit op transport gesteld naar het Duitse vrouwenconcentratiekamp Ravensbrück.
Corrie ten Boom zou na de oorlog vaak vertellen over de ervaringen van haar zus in het kamp. Haar geloof zou haar hebben geholpen om positief te blijven en anderen te helpen. Er was daar veel ongedierte en toen Corrie klaagde over de aanwezigheid van luizen, antwoordde Betsie met “je moet God danken voor alles, zelfs voor de luizen”. Later bleek dat de bewakers vanwege de luizen op afstand bleven. Het gaf Corrie en Betsie de gelegenheid met anderen in hun barak Bijbelstudies te houden, absoluut verboden door de nazi's omdat de Bijbel “een Joods boek vol leugens” was. Betsie overleed in Ravensbrück op 16 december 1944. Corrie werd enige dagen daarna vrijgelaten, naar later bleek als gevolg van een administratieve fout.
Corrie ten Boom groeide na de oorlog uit tot een bekende evangelische spreker. Over haar verscheen het boek De Schuilplaats. In 1975 kwam The Hiding Place uit, een Engelstalige film gebaseerd op het boek. Betsie ten Boom werd daarin gespeeld door Julie Harris. 

## Eerbetonen
- Betsie en haar vader Casper staan vermeld op de Erelijst van Gevallenen 1940-1945.[1][2]
- De naam van Betsie ten Boom staat vermeld op het monument Vrouwen uit het verzet, dat in 1999 in Heerhugowaard werd geplaatst.
- In 2008 ontvingen Betsie en haar vader Casper postuum de eretitel Rechtvaardige onder de Volkeren van het Israëlische holocaustcentrum Yad Vashem.